# Rybakiwka
Rybakiwka (ukrainisch Рибаківка; russisch Рыбаковка Rybakowka) ist ein Dorf im Süden der ukrainischen Oblast Mykolajiw mit etwa 1600 Einwohnern (2006).

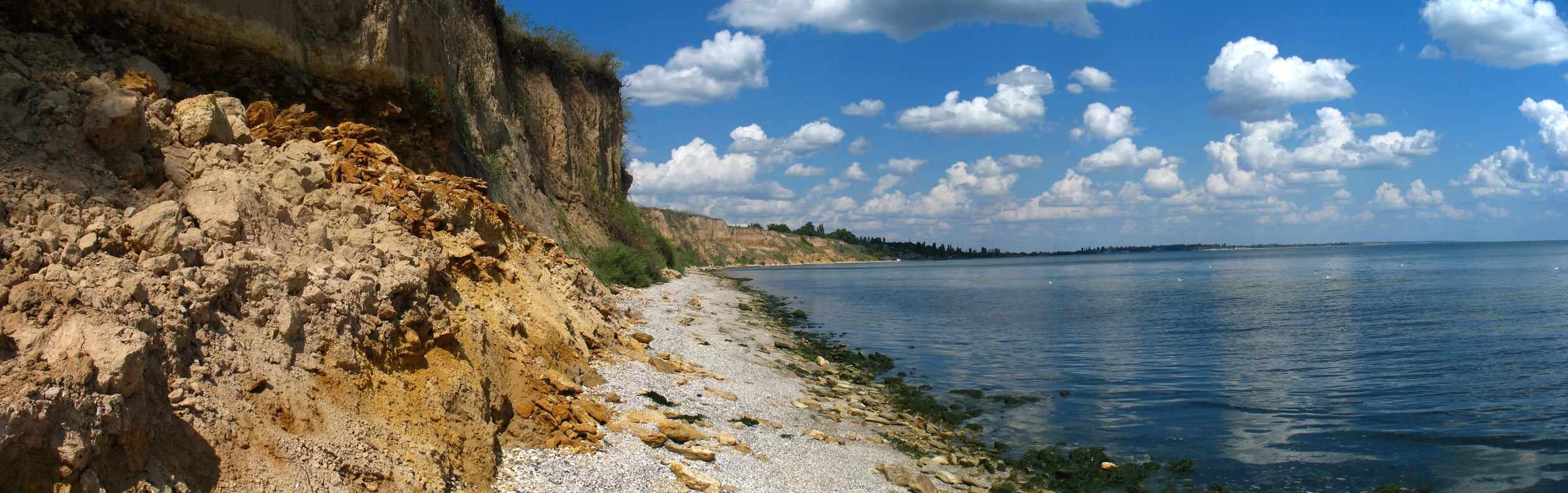
Strand von Rybakiwka

Rybakiwka liegt an der Mündung des Beresan-Limans in das Schwarze Meer 31 km südlich vom ehemaligen Rajonzentrum Beresanka. 4 Kilometer vor der Küste liegt die Insel Beresan, zu der Bootsfahrten vom Dorf aus möglich sind. Das Oblastzentrum Mykolajiw liegt 81 km nordöstlich des Dorfes. Am Dorf vorbei führt die TerritorialstraßeT–15–15.
Am 13. September 2016 wurde das Dorf ein Teil der Landgemeinde Koblewe; bis dahin bildete es zusammen mit den Dörfern Hlyboke (Глибоке) und Luhowe (Лугове) die Landratsgemeinde Rybakiwka (Рибаківська сільська рада/Rybakiwska silska rada) im Süden des Rajons Beresanka.
Seit dem 17. Juli 2020 ist es ein Teil des Rajons Mykolajiw.